# Оарба де Муреш (Муреш)
Оарба де Муреш (рум. Oarba de Mureș) насеље је у Румунији у округу Муреш у општини Јернут. Oпштина се налази на надморској висини од 325 m.

## Становништво
Према подацима из 2002. године у насељу је живело 161 становника, од којих су сви румунске националности.